# Eric André
Eric Samuel André (Boca Raton, 4 de abril de 1983) é um comediante, ator, apresentador de televisão, roteirista, produtor e músico norte-americano. Ele é mais conhecido como o criador, apresentador e co-roteirista da série de comédia Adult Swim, The Eric Andre Show (2012-presente). Ele também interpretou Mike na série da FXX, Man Seeking Woman (2015–2017) e dublou Azizi no remake de O Rei Leão (2019). Ele executa música sob o nome de Blarf. Em 2020, a Netflix lançou o especial de comédia stand-up de Andre, Legalize Everything.

## Início da vida
Andre nasceu em Boca Raton, Florida, em 4 de abril de 1983, filho de mãe judia de Upper West Side, em Manhattan, e de pai haitiano que trabalhou como psiquiatra. Ele se identifica como negro e judeu. Em 2001, após se formar na Dreyfoos School of the Arts em West Palm Beach, Flórida, Andre estudou na Berklee College of Music em Boston, onde tocou contrabaixo e se formou em 2005 com um BFA.

## Carreira
Andre começou sua carreira de comédia em 2003.  Ele é o criador e apresentador de The Eric Andre Show, uma paródia de talk shows de acesso público, no bloco de programação de madrugada do Cartoon Network, Adult Swim. O programa apresenta pegadinhas, humor chocante, esquetes e entrevistas com celebridades. Ele co-estrelou como Mark na curta série de comédia da ABC, Don't Trust the B ---- em Apartment 23, e estrelou em 2 Broke Girls como Deke, o interesse amoroso de Max e colega estudante de pastelaria. Ele interpretou Mike na série de comédia FXX, Man Seeking Woman, que estreou em 2015. A terceira e última temporada do programa, consistindo de dez episódios, foi exibida no início de 2017. Ele dá voz ao personagem, "Luci" no programa de animação da Netflix, Disenchantment. Em maio de 2020, Andre anunciou seu primeiro stand-up especial na Netflix, Legalize Everything, que foi lançado em 23 de junho de 2020.

## Vida pessoal
Andre namorou a atriz Rosario Dawson de 2016 a 2017. Ele se identifica como bissexual.
Andre é ateu agnóstico e praticante da Meditação Transcendental. Ele endossou o candidato democrata Bernie Sanders na eleição presidencial de 2020.

## Filmografia

### Cinema
| Ano  | Título                             | Função                   | Notas                        |
| ---- | ---------------------------------- | ------------------------ | ---------------------------- |
| 2009 | The Invention of Lying             | Homem nº 4               | Camafeu                      |
| 2010 | The Awkward Comedy Show            | Ele mesmo                |                              |
| 2010 | Thin Skin                          | Passageiro               | Curta-metragem               |
| 2012 | Should've Been Romeo               | Zumbido                  |                              |
| 2013 | The Internship                     | Sid                      |                              |
| 2015 | Flock of Dudes                     | Mook                     |                              |
| 2016 | Popstar: Never Stop Never Stopping | Dreadlocked CMZ Reporter |                              |
| 2017 | Rough Night                        | Jake                     |                              |
| 2019 | O Rei Leão                         | Azizi (voz)              |                              |
| 2020 | Bad Trip                           | Chris Carey              | Também roteirista e produtor |
| 2020 | Legalize Everything                | Ele mesmo                | Stand-up especial no Netflix |
| 2021 | Sing 2                             | Darius (voz)             |                              |
| 2021 | The Mitchells vs. The Machines     | Mark Bowman (voz)        | Original da Netflix          |
| 2022 | Jackass Forever                    | Ele mesmo                |                              |
| 2025 | Happy Gilmore 2                    | Steiner                  | Original da Netflix          |

### Televisão
| Ano             | Título                                                               | Função                   | Notas                                                                           |
| --------------- | -------------------------------------------------------------------- | ------------------------ | ------------------------------------------------------------------------------- |
| 2009            | Curb Your Enthusiasm                                                 | Definir PA               | 2 episódios                                                                     |
| 2010            | The Big Bang Theory                                                  | Joey                     | Episódio: "The 21-Second Excitation"                                            |
| 2011            | Zeke and Luther                                                      | Zorn                     | Episódio: "Skate Troopers"                                                      |
| 2011            | Hot in Cleveland                                                     | Jeff                     | Episódio: "Elka's Wedding"                                                      |
| 2011            | Fact Checkers Unit                                                   | Miragem                  | Episódio: "Excessive Gass"                                                      |
| 2011            | Level Up                                                             | Max Ross                 | Filme para televisão                                                            |
| 2012–2013       | Don't Trust the B---- in Apartment 23                                | Mark Reynolds            | 22 episódios                                                                    |
| 2012 – presente | The Eric Andre Show                                                  | Ele mesmo                | Criador, apresentador, co-roteirista                                            |
| 2013–2014       | 2 Broke Girls                                                        | Diácono "Deke" Bromberg  | 8 episódios                                                                     |
| 2014            | Lucas Bros. Moving Co.                                               | Vários personagens (voz) | 2 episódios                                                                     |
| 2014            | Comedy Bang! Bang!                                                   | Ele mesmo                | Episódio: "Eric Andre Wears a Cat Collage Shirt & Sneakers"                     |
| 2015            | Robot Chicken                                                        | Vários personagens (voz) | Episódio: "Zero Vegetables"                                                     |
| 2015–2017       | Man Seeking Woman                                                    | Mike                     | 30 episódios                                                                    |
| 2016            | Animais.                                                             | Alex                     | (Voz) Episódio: "Founding Fathers"                                              |
| 2016            | Traveling the Stars: Action Bronson and Friends Watch Ancient Aliens | Ele mesmo                | Episódio: "Founding Fathers"                                                    |
| 2016            | American Dad!                                                        | O vagabundo              | (Voz) Episódio: "Stan Smith Is Keanu Reeves como Stanny Utah em Point Breakers" |
| 2017            | Michael Bolton's Big, Sexy Valentine's Day Special                   | Bebê arqueiro            | Variedade especial                                                              |
| 2018            | Mostly 4 Millennials                                                 |                          | Produtor executivo                                                              |
| 2018 - 2023     | Disenchantment                                                       | Luci / Pendergast        | Voz, 30 episódios                                                               |

### Web
| Ano  | Título                   | Função      | Notas                                                                 |
| ---- | ------------------------ | ----------- | --------------------------------------------------------------------- |
| 2010 | Rir Track Mash-Ups       | Parker Leon | Episódio: "At Your Sir-vice"                                          |
| 2013 | Getting Doug with High   | Ele mesmo   | 1 episódio                                                            |
| 2013 | The ArScheerio Paul Show | Sabor sabor | Episódio: "Vanilla Ice & Flavor Flav"                                 |
| 2016 | Hot Ones                 | Ele mesmo   | Episódio: "Eric Andre Turns Into Tay Zonday While Eating Spicy Wings" |
| 2020 | Hot Ones                 | Ele mesmo   | Episódio: "Eric Andre Enters a Fugue State While Eating Spicy Wings"  |

## Discografia

### Álbuns
| Título              | Data de lançamento     | Gravadora            | Notas                  |
| ------------------- | ---------------------- | -------------------- | ---------------------- |
| BLARF (EP)          | 25 de dezembro de 2014 | Auto-liberado        | com a primeira semente |
| Cease & Desist (LP) | 26 de junho de 2019    | Stones Throw Records | como Blarf             |

### Participações de convidados
| Título                                           | Artista (s) principal (is)      | Data de lançamento   | Álbum                         |
| ------------------------------------------------ | ------------------------------- | -------------------- | ----------------------------- |
| "Conselhos de Eric (Skit)"                       | Nocando                         | 18 de março de 2014  | Jimmy the Burnout             |
| "Intro" e "PSA"                                  | OG Swaggerdick                  | 9 de agosto de 2019  | Visões do Dick                |
| "Love Me in My Heart" (com Eric "Scratch" Andre) | Lee "Scratch" Perry e Mr. Green | 23 de agosto de 2019 | Super Ape vs.緑: Porta aberta |